# Weißlichgelbe Grasbüscheleule

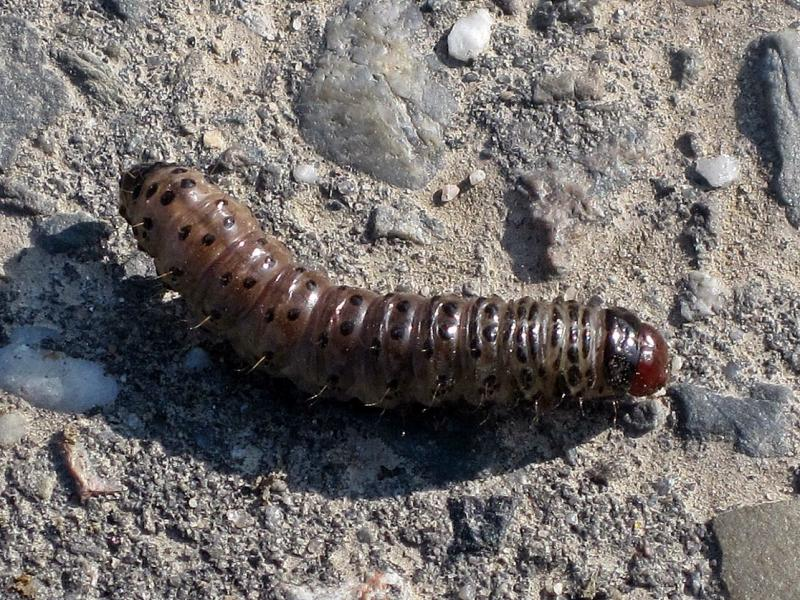
Raupe

Die Weißlichgelbe Grasbüscheleule (Apamea lithoxylaea), auch Trockenrasen-Graswurzeleule genannt, ist ein Schmetterling (Nachtfalter) aus der Familie der Eulenfalter (Noctuidae).

## Merkmale

### Falter
Die Flügelspannweite der Falter  beträgt 44 bis 53 Millimeter. Die Grundfärbung der schmalen Vorderflügel ist weißgelb bis hell braungrau. Nieren-, Zapfen- und Ringmakel fehlen. Zuweilen hebt sich ein leicht verdunkelter, bräunlicher Mittelschatten hervor. Auch im Saumfeld ist bei einigen Exemplaren ein verdunkelter Bereich vorhanden. Die Querlinien sind durch dunkle Punkte angedeutet. Auf den grauweißen Hinterflügeln ist ein breiter verdunkelter Saum ohne Mittellinie erkennbar.

### Ei
Das Ei hat eine hellgrüne Farbe, eine halbkugelige Form und ist mit einer Vielzahl von Längsrippen versehen, die bis zur Mikropylzone verlaufen.

### Raupe
Ausgewachsene Raupen sind glasig, von grauer bis gelbgrauer Farbe und haben schwarze Punktwarzen. Kopf und Halsschild sind schwarzbraun gefärbt. Der Körper ist mit einigen sehr kurzen dunklen Borsten versehen.

### Puppe
Die schlanke Puppe ist glänzend rotbraun gefärbt und besitzt einen knopfförmigen, gerunzelten Kremaster, der in zwei leicht gegeneinander gebogenen, kurzen Spitzen ausläuft.

### Ähnliche Arten
Die Rötlichgelbe Grasbüscheleule (Apamea sublustris) zeigt, wie bereits der Name ausdrückt eine stärker ins Rötlichgelbe tendierende Grundfarbe auf den Vorderflügeln. Außerdem ist auf den Hinterflügeln eine dunkle Mittellinie zu erkennen.

## Verbreitung und Lebensraum
Die Verbreitung der Art reicht von  Europa und Vorderasien bis Armenien, nördlich bis Schottland und Südfennoskandinavien, südlich bis Zentralspanien, Süditalien, Sizilien und Nordgriechenland. Sie kommt auch im Kaukasus und im Altai vor. In den Alpen steigt sie bis auf etwa 1200 Meter Höhe. Die Weißlichgelbe Grasbüscheleule lebt bevorzugt an trockenen Hängen, auf grasigen Waldlichtungen und Heiden sowie auf Trockenrasenflächen.

## Lebensweise
Die nachtaktiven Falter fliegen in einer Generation pro Jahr von Juni bis August. Sie erscheinen zuweilen in Anzahl an künstlichen Lichtquellen, gelegentlich auch an Ködern. Die Raupen leben überwiegend ab September, überwintern und verpuppen sich im Mai des folgenden Jahres. Sie halten sich in einer Erdhöhle am Boden unter Grasbüscheln auf und ernähren sich von den Wurzeln verschiedener Gräser, beispielsweise von Rispengräsern (Poa).

## Gefährdung
Die Weißlichgelbe Grasbüscheleule ist in vielen Regionen Deutschlands verbreitet anzutreffen und auf der Roten Liste gefährdeter Arten als „nicht gefährdet“ eingestuft.